# Arte del siglo XX

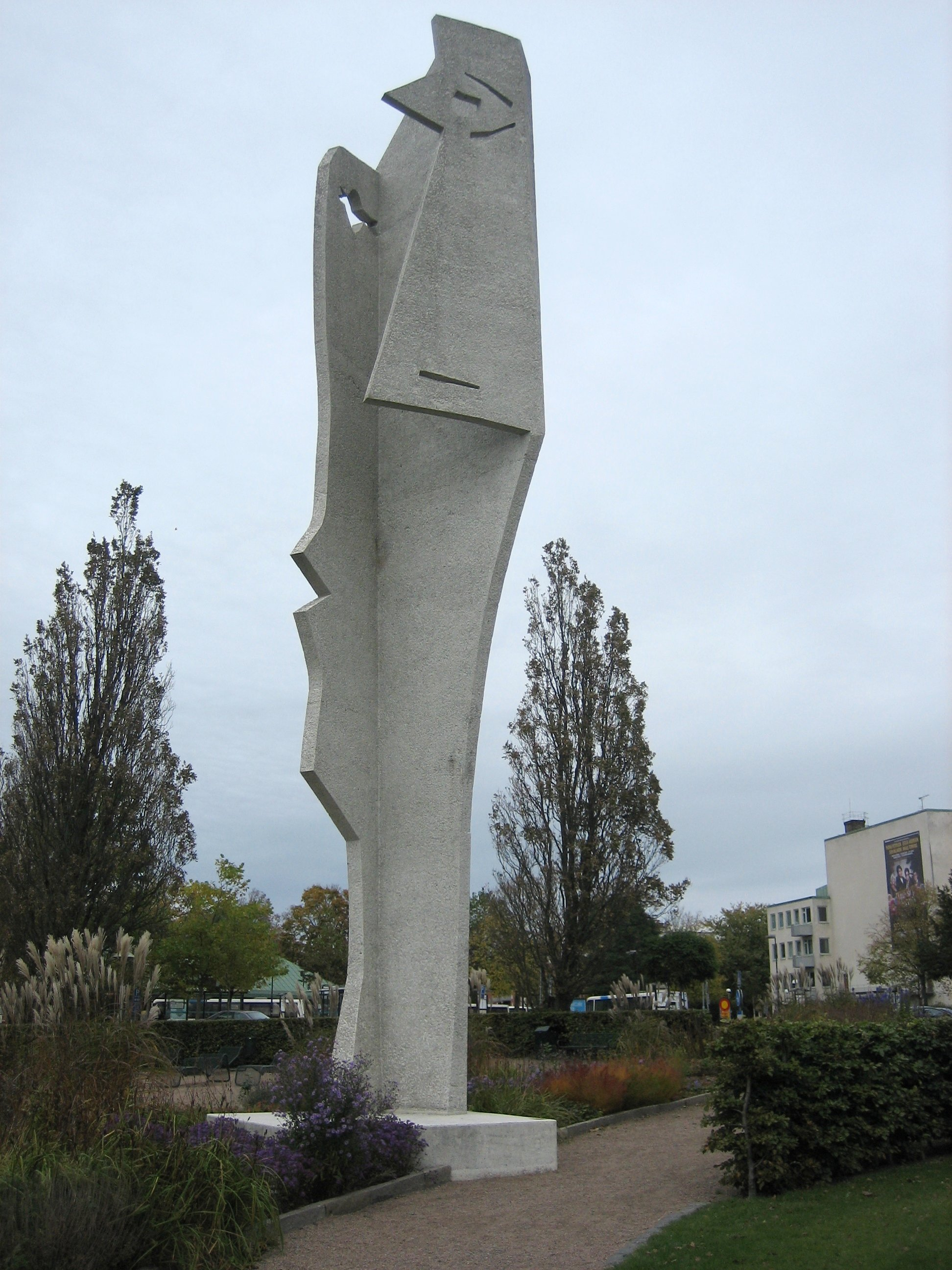
Female head por Picasso en Halmstad, Suecia.

El arte del siglo XX se halla en sus inicios caracterizado por la aparición de un fenómeno que permanecerá vigente como eje de la renovación y de la actividad artística: la vanguardia, noción nueva en el devenir artístico y que por tanto se liga íntimamente al arte de este período. En las últimas décadas del siglo XIX se había producido un fenómeno desconocido hasta entonces: el enfrentamiento entre la modernidad y la tradición, esto es, entre la renovación y las imposiciones del academicismo y el gusto oficial. Así, las distintas tendencias plásticas irrumpieron como tendencias autosuficientes y excluyentes con la pretensión de convertirse en hegemonías, lo que se convertirá desde entonces en una constante.

## Contexto histórico
Los acontecimientos históricos influirán de manera trascendental en la sociedad y de manera especial en los artistas. Procesos deshumanizadores como la formación de los bloques armados y las tensiones previas a la Primera Guerra Mundial, así como la propia guerra, marcarán su forma de expresarse. Muchos de estos artistas morirán o serán hechos prisioneros durante la contienda. Queda de manifiesto la gran potencia destructiva de las nuevas armas que ocasionan masacres antes impensables incluso sobre la población civil. En las trincheras los soldados soportan frío, hambre y enfermedades. Se rodean de muerte, lo que se convierte en un espectáculo insoportable. Se hace patente la sensación de una generación sacrificada, decapitada por la guerra. Las alteraciones psicológicas entre los excombatientes que no pueden adaptarse a la vida normal aparecen continuamente reflejadas en la literatura y en el arte. Dentro  de este contexto hay que situar la aparición del Movimiento. Se trata de artistas que quieren cambiar el arte y la sociedad en que viven.                                       
El arte del siglo XX no supone un corte drástico y real con el pasado, aunque es cierto que su desarrollo ha supuesto la mayor ruptura con la tradición  artística, dado que su elemento definidor es la negación del pasado, el descubrimiento de lo desconocido y la idolatría de lo nuevo. Por ello a lo largo de este siglo se vivó una ruptura con la jerarquía de las artes y con el sistema tradicional. Las artes figurativas sufrieron una profunda transformación desde finales del siglo XIX debido a los cambios filosóficos, científicos y políticos que el mundo estaba experimentando. Los físicos discutían sobre la naturaleza de la luz, y los pintores postimpresionistas, como Van Gogh o Cézanne, buscaron una realidad desconocida detrás de las apariencias lumínicas de los impresionistas. El auge de la fotografía, como documento fidedigno de la realidad, obligó a los artistas a buscar nuevas formas de expresión. También los acontecimientos históricos influirán de manera trascendental en la sociedad y de manera especial en los artistas. Los nuevos conceptos matemáticos revolucionan una ciencia considerada hasta entonces como inmutable. También, Albert Einstein, con su teoría de la relatividad, revoluciona la idea que se tenía sobre el espacio y el tiempo. Sigmund Freud con su psicoanálisis abre un mundo onírico lleno de posibilidades para los artistas. Ahora el pintor bucea en la psique y desvela la angustia que sufre. También los acontecimientos históricos influirán de manera trascendental en la sociedad y de manera especial en los artistas. Procesos deshumanizadores como la formación de los bloques armados y las tensiones previas a la Primera Guerra Mundial, así como la propia guerra, marcarán su forma de expresarse. Toda esta destrucción es el reflejo de la era de odio que se acaba de vivir. Dentro de este contexto hay que situarla aparición del Movimiento de Vanguardia en el que afirman su fe en el progreso, en la originalidad y en la innovación. Se tratará de cambiar todo lo antiguo por nuevas formas de expresión. Se trata de artistas que quieren cambiar el arte y la sociedad en que viven. Publicarán un Manifiesto de Vanguardia en el que afirman su fe en el progreso, en la originalidad y en la innovación. Se tratará de cambiar todo lo antiguo por nuevas formas de expresión. Los movimientos artísticos que van a aparecer en la primera mitad del siglo XX son numerosos y diferentes entre sí. En pintura se destruye la perspectiva renacentista, se utilizan colores arbitrarios, se destruye la forma llegando a la abstracción y se utilizan nuevos materiales como trozos de papel, madera, fotos...Muchos de estos movimientos coinciden en el tiempo, se solapan, la mayoría tienen un período de vigencia corto, y muchos artistas comparten varios de estos movimientos a lo largo de sus carreras. Cabe destacar el Fovismo, el Expresionismo, el Arte abstracto, el Cubismo, el Surrealismo, el Futurismo o el Dadaísmo.

## Vanguardia
En un término tan amplio como el de "vanguardia" (Vanguardismo), se hace necesario acotar su amplio ámbito de aplicación. En la perspectiva histórica nos permite adentrarnos en el concepto de "vanguardia" desde su concepción como todo un  conjunto de movimientos artísticos, o "ismos", que surgen entre finales del siglo XIX y a lo largo del siglo XX y XXI como reacción a un orden previo, una realidad establecida. Esta realidad se aplica a todos los ámbitos de la actividad humana (la política, la sociedad, la cultura, las ideologías, etc.) y su línea temporal es tan extensa, abarcando más de un siglo y medio, que los cambios producidos durante el período han propiciado la evolución ininterrumpida de las reacciones artísticas, el surgimiento de unos movimientos y la desaparición de otros. La vanguardia nace gracias a un grupo minoritario, selecto y exclusivo ( la élite), reaccionario normalmente con uno o varios líderes o precursores.  La vanguardia es ante todo experimentación.Por eso las vanguardias se suceden con mucha rapidez, y adoptan gran disparidad de posturas. No pretende hacerse de una obra de arte sino hacer propuestas, explorar caminos. En ese sentido todos los medios expresivos son válidos, todas las técnicas, todos los materiales, incluso los objetos de la vida cotidiana (collage). Los artistas quieren acabar con un arte elitista, sacar el arte de los museos, de las academias y hacerlo algo vivo, en contacto con hombres de toda condición, implicándose en los movimientos sociales y políticos del mundo que les rodea. Los medios de comunicación permiten el acceso al arte y a la cultura de todas las clases sociales, no solo a través del cartel, sino también a través de la fotografía, el cine o la prensa. Si el arte medieval era religioso, el renacentista o barroco aristocrático, y el del siglo XIX burgués, ahora surge un arte destinado a las masas. A través de los manifiestos los artistas exponen y justifican su postura vital y artística,. En ellos participan no solo pintores sino también escritores, y en muchas ocasiones sus obras solo se entienden a la luz de esos manifestos.

## El cine en la época de las vanguardias
En términos de la historiografía artística tradicional, "las vanguardias" se refieren a un fenómeno generalizado principalmente en la cultura europea de principios del siglo XX. Este fenómeno se manifiesta de un modo rupturista, es decir, discontinuo con respecto a la tradición, pero como todo otro producto cultural también establece continuidades manifiestas. El cine en particular, que hacia la primera década del siglo XX se presenta como un artefacto productor de imágenes, pero que a diferencia de las bellas artes, no posee una clara autonomía lingüística, será para las vanguardias un gran campo de experimentación plástica, ya que su propia materialidad técnica lleva por sí sola el sello de "lo moderno". Sin embargo, esta "novedad técnica, era en sus primeros tiempos un espectáculo despreciable" (Aumont, 2011:91) ya que se encontraba más cerca del polvo de las ferias proletarias dominicales que de la altura de las artes nobles, que para la época eran fundamentalmnte el teatro y la novela. Es por este motivo que el cine comienza a hacerse narrativo y construye las distintas posibilidades de su lenguaje. Una de las tantas posibilidades abiertas por ese entonces será la que a la postre se convertirá en su forma hegemónica y paradigmática, el llamado "cine clásico" o modo de representación institucional que surge en Hollywood en 1915 con El Nacimiento de una Nación de D.W.Griffith. En esta misma sintonía, pocos años antes, surgía en Francia la Societyé du Film d'Art, institución cuya ambición era "reaccionar contra el aspecto popular y mecácino de los films".